# Over en weer
Over en weer is een hoorspel van Barbara Foxe. Gemischtes Doppel werd op 3 mei 1969 door de Sender Freies Berlin uitgezonden. Willy Wielek-Berg vertaalde het en de VARA zond het uit op zaterdag 28 februari 1970. De regisseur was Ad Löbler. Het hoorspel duurde 53 minuten.

## Rolbezetting
- Fé Sciarone (Laura)
- Paul van der Lek (John)
- Joke Hagelen (Catherine)
- Frans Somers (Edward)

## Inhoud
Laura en John leiden een opwindend leven, zijn financieel goed voorzien, maar ze vervelen zich toch wat. Laura, nog steeds attractief - John is reeds haar tweede man - geniet weliswaar van de voortdurende twistgesprekken met de ietwat lichtzinnige echtgenoot; anderzijds voelt ze een verlangen naar de rustiger aard van haar eerste man, Edward, die niet hertrouwd is. John houdt wel zeer van zijn attractieve Laura, maar heeft voor zijn zelfbevestiging voortdurend behoefte aan de aanbiddende glimlachjes van aardige meisjes. Er wordt weer over scheiding gesproken, want John is verliefd geworden op Catherine. Laura besist meteen bij Edward terug te keren. Eigenlijk is het Johns schuld, dat de goede Edward Catherine leert kennen, en nu ziet alles er weer helemaal anders uit...